# Franz Xaver Kleinheinz
Franz Xaver Kleinheinz  (1765. – 1832.) je bio njemački klavirist i skladatelj. Rodom je iz gornjošvapskoga mjesta Nassenbeurena.
Za hrvatsku je glazbenu povijest značajan kao autor scenske glazbe za prvu izvedbu drame Zriny njemačkog pisca Theodora Körnera 1812. godine, djela nadahnutog junaštvom Nikole Šubića Zrinskog kod Sigeta.